# 约珊
約珊 （阿拉伯语：‎, 希伯來語：‎ yoqšān）是舊約聖經中的人物，為亞伯拉罕與妾基土拉所生次子。他同母的哥哥為心蘭，同母的弟弟有米但、米甸、伊施巴、書亞。以撒和以实玛利則是他同父異母的哥哥。
約珊之子為示巴與底但。約珊也是示巴王國的起祖。
在塔巴里的《歷代先知與帝王史》中，有提到北阿拉伯人先祖阿德南的妻子Mahdad bint Laham，是約珊的後裔。